# Liste der Hochschulen in Äthiopien
Liste der Universitäten und Colleges in Äthiopien, geordnet nach Regionen:
- Addis Abeba

- Universität Addis Abeba 
- Unity College (privat) 
- Handelshochschule Addis Abeba
- Holy Trinity Theological College 

- Oromia

- Ambo College of Agriculture
- Universität Adama früher Adama Technische Fachschule für Lehrer 
- Universität Jimma  
- Universität Haromaya früher Alemaya University 

- Amhara

- Universität Bahir Dar 
- Gonder College der biologischen Medizin 

- Region der südlichen Nationen, Nationalitäten und Völker

- Adventistisches College Awasa (privat)
- College für Wassertechnologie Arba Minch
- Universität Debub in Awassa 
- Universität Hawasa

- Harar

- Institut für Fernstudien Alfa (privat)
- Agro-Technisches Trainings-College (privat, Menschen für Menschen)

- Tigray

- Universität Mekelle 

- Sonstige

- Lehrerbildungsanstalt Kotoebe
- Hochschule für Aufbaustudien der Telekommunikation und Informationstechnologie (GSTIT)

| Einrichtung            | U/C/I | Gegründet | Stadt (Region)      | Träger     | Anzahl Fakultäten | Anzahl Studenten | Webpräsenz |
| ---------------------- | ----- | --------- | ------------------- | ---------- | ----------------- | ---------------- | ---------- |
| University Addis Abeba | U     | 1955      | Addis Abeba (ET-AA) | öffentlich |                   | 50.000           |            |